# 丹尼·弗朗德西奇
丹尼·弗朗德西奇（Denny Vrandečić，1978年2月27日—）是一位克罗地亚電腦科學家。他是Semantic MediaWiki和维基数据的联合开发者， Wikifunctions项目的首席开发者以及维基媒体基金会的员工。 

## 教育
从1997年起，他在斯图加特大学学习计算机科学和哲学。他于2010年在卡尔斯鲁厄理工学院 获得博士学位。 